# Draba microcarpella
Draba microcarpella är en korsblommig växtart som beskrevs av A.N. Vassiljeva och Vitaliǐ Petrovich Goloskokov. Draba microcarpella ingår i släktet drabor, och familjen korsblommiga växter. Inga underarter finns listade i Catalogue of Life.